# قائمة المليارديرات الدنماركيين
تستند قائمة فوربس التالية للمليارديرات الدنماركيين إلى التقييم السنوي للثروة والأصول التي جمعتها ونشرتها مجلة فوربس في عام 2019.

## قائمة المليارديرات الدنماركيين
القائمة اعتباراً من 2018.
| ترتيب العالمي | اسم                    | المواطنة | صافي الثروة ( بالدولار الأمريكي ) | مصدر الثروة              |
| ------------- | ---------------------- | -------- | --------------------------------- | ------------------------ |
| 252           | أندرس هولتش بوفلسن     | الدنمارك | 8.0 مليار                         | بيستسيلار، زالاندو, أسوس |
| 325           | نيلز بيتر لويس هانسن   | الدنمارك | 6.2 مليار                         | كولوبلاست                |
| 394           | كجيلد كيرك كريستيانسن  | الدنمارك | 4.7 مليار                         | ليغو                     |
| 394           | صوفي كيرك كريستيانسن   | الدنمارك | 4.7 مليار                         | ليغو                     |
| 394           | توماس كيرك كريستيانسن  | الدنمارك | 4.7 مليار                         | ليغو                     |
| 394           | Agnete Kirk Thinggaard | الدنمارك | 4.7 مليار                         | ليغو                     |
| 424           | لارس لارسن             | الدنمارك | 4.5 مليار                         | Jysk                     |
| 1425          | مارتن مولر نيلسن       | الدنمارك | 1.6 مليار                         | نورديك للطيران كابيتال   |
| 2057          | أندريه كاسبرزاك        | الدنمارك | 1.0 مليار                         | إكو                      |
| 2057          | آنا كاسبرزاك           | الدنمارك | 1.0 مليار                         | إكو                      |